# شویا (استان کوستروما)
شویا (انگلیسی: Shuya) یک رودخانه در استان کوسترومای کشور روسیه است.